# IC 1727
IC 1727 je spirální galaxie s příčkou v souhvězdí Trojúhelníku. Její zdánlivá jasnost je 11,4 m a úhlová velikost 5,70′ × 2,4′. Nachází se ve vzdálenosti 21 milionů světelných let od Země a má průměr přibližně 30 000 světelných let. Galaxii objevil Isaac Roberts dne 29. listopadu 1896.
Galaxie IC 1727 tvoří s blízkou galaxií NGC 672 gravitačně vázanou dvojici známou jako Holm 46. Vzdálenost mezi těmito dvěma galaxiemi je méně než 90 000 světelných let. Podle Atlas vesmíru vytvořeného Richardem Powellem jsou tyto dvě galaxie společně s NGC 784 součástí skupiny galaxií NGC 672.
Galaxie IC 1727 je zajímavá svým vztahem k ostatním členům své skupiny, což poskytuje cenné informace o dynamice a evoluci galaxií v hustých skupinách. Interakce mezi IC 1727 a jejími blízkými sousedy mohou vést ke kolizím galaxií, které hrají klíčovou roli ve formování jejich struktur a vlastností.

## Pozorování a výzkum
Galaxie IC 1727 byla předmětem řady studií zaměřených na její dynamiku a interakce s okolními galaxiemi. Díky své relativní blízkosti k Zemi a jasnosti je vhodným objektem pro amatérské i profesionální astronomické pozorování. Moderní dalekohledy a observatoře umožnily detailnější zkoumání hvězdných populací a strukturálních rysů této galaxie.